# Гавриш Степан Богданович
Степа́н Богда́нович Га́вриш (нар. 2 січня 1952, с. Олешів Тлумацького району Станіславської області) — український політик, педагог.
Доктор юридичних наук, професор Національної юридичної академії ім. Ярослава Мудрого, академік Національної академії правових наук України.
Народний депутат України III, IV скликань (Чугуївський виборчий округ № 177).
Політик активної центристської ліберальної позиції, який виступає за динамічне розширення політичного простору демократії в Україні через проведення системних конституційних, політичних, економічних, соціальних реформ, та прискорену євроінтеграцію[джерело?].

## Біографія

### Освіта
- Після закінчення середньої школи з 1968 по 1972 рр. працював токарем на паровозоремонтному заводі, техніком-архітектором у філії «Діпроміст» м. Івано-Франківська.

- З 1972 по 1976 рр. навчався на судово-прокурорському факультеті Харківського юридичного інституту, який закінчив з відзнакою. Закінчив аспірантуру на кафедрі кримінального права Харківського юридичного інституту.

- В 1980 році захистив дисертацію з правових проблем охорони навколишнього середовища на здобуття наукового ступеня кандидата юридичних наук.

### Кар'єра
- Працював асистентом, старшим викладачем, доцентом на кафедрі кримінального права, заступником декана слідчо-криміналістичного факультету.

- За час докторантури з 1989 по 1993 рр. підготував, а в 1994 році захистив дисертацію на здобуття наукового ступеня доктора юридичних наук, в якій відстоював право народу України на безпечне природне довкілля як основу його здоров'я, життя та прогресу.

- З 1995 року — професор Національної юридичної академії ім. Ярослава Мудрого.

- 1994–1998 — президент (за сумісництвом) юридичної фірми «Інюрполіс».

### Діяльність у Верховній Раді
- У 1998 році обраний народним депутатом України по Чугуївському виборчому округу № 176 (40 % голосів виборців, 18 претендентів). Лідер депутатської групи «Відродження регіонів».

- 2000–2002 рр. — заступник Голови Верховної Ради України;

- Голова Тимчасової спеціальної комісії з підготовки й попередньому розгляду законопроєктів про внесення змін до Конституції України за результатами всеукраїнського референдуму за народною ініціативою (2001).

- Голова Тимчасової спеціальної комісії Верховної Ради України з питань доопрацювання законодавчих актів у сфері політико-правової та адміністративної реформи в Україні (2001).

- У 2002 році обраний народним депутатом України по Чугуївському виборчому округу № 177 (64 % голосів, 4 претенденти).

- Координатор постійно діючої парламентської більшості у Верховній Раді України, лідер депутатської групи «Демократичні ініціативи», член комітету Верховної Ради України з питань паливно-енергетичного комплексу, ядерної політики та ядерної безпеки.

- Співголова Тимчасової спеціальної комісії Верховної Ради України по опрацюванню проєктів законів України про внесення змін до Конституції України (2002).

- Заступник голови Тимчасової слідчої комісії Верховної Ради України з питань перевірки ефективності діяльності органів державного управління щодо вирішення комплексу питань, пов'язаних з виводом Чорнобильської АЕС з експлуатації, впровадження Плану здійснення заходів на об'єкті «Укриття» та в зоні відчуження в питаннях поводження з радіоактивними відходами (2004).

### Результати роботи у Верховній Раді
Автор 228 законодавчих актів, 82 з яких стали законами України й постановами Верховної Ради України. Пріоритетний напрям у законодавчій роботі — соціально-економічний.
Найбільш значимими та відомими законопроєктами є проєкт Закону про судоустрій України, проєкт Закону про статус суддів, Закон України «Про попередження насильства в сім'ї», проєкт Закону про підвищення рівня пенсійного забезпечення деяким категоріям громадян, проєкт Закону про внесення змін до Закону України «Про державну соціальну допомогу малозабезпеченим сім'ям» (щодо неповнолітніх дітей у сім'ях інвалідів), проєкт Закону про внесення змін до Закону України «Про державну допомогу сім'ям з дітьми» (щодо розміру допомоги), проєкт Закону «Про вибори народних депутатів України», проєкт Закону про громадський контроль за використанням коштів Державного та місцевих бюджетів, проєкт Закону про внесення змін і доповнень до деяких законів України (щодо розвитку освіти та медичного обслуговування на селі), Закон України «Про внесення змін до Конституції України» (№ 4180), проєкт Закону «Про контроль громадськості за бюджетними коштами», проєкт Закону «Про статус платника податків в Україні», проєкт Закону про внесення змін до деяких законів країни з питань оподаткування у зв'язку із запровадженням спеціального режиму інвестиційної діяльності на території міста Харкова (щодо врегулювання питань інвестиційної діяльності та оподаткування), проєкт Закону «Про нафту і газ», проєкт Закону «Про дитячий будинок сімейного типу».

### Після Верховної Ради
- Радник Президента України з питань конституційного розвитку (з 2007 по 2008 рр.).
- Перший заступник Секретаря Ради національної безпеки і оборони України (з 2008 по 2011 рр.).
- Голова Міжвідомчої комісії з політики військово-технічного співробітництва та експортного контролю (з 2008 року)
- Голова української частини Спільної робочої групи Україна — НАТО з питань воєнної реформи високого рівня (з 2008 року.)
- Голова оперативного штабу з відстеження та реагування на ситуацію щодо поширення грипу типу pA (Н1N1) — 2009 р. на території України та у світі.
- Член державної комісії з питань партнерства України з НАТО.

### Інша діяльність
- Президент Всеукраїнської громадської організації «Асоціація платників податків України» (1998–2005 рр.)
- Президент Благодійного дитячого фонду «Берег надії» (з 2000 р.)
- Голова правління Міжнародної громадської організації «Харківське земляцтво» (з 2000 р.)
- Голова спілки об'єднань громадян «Громадська експертна рада з проблем законодавства» (з 2002 р.)
- Голова Харківської обласної організації Фонду культури України (з 2002 р.)
- Член колегії Міністерства палива та енергетики України (з 2003 р.)
- Член Урядового комітету економічного розвитку та з питань європейської інтеграції (з 2003 р.)
- Член Вищої ради юстиції (2004–2010 рр.)
- Член Наглядової ради ДК «Укрекокомресурси» (з 2004 р.)

## Наукові ступені та звання
- доктор юридичних наук (1994 р.)
- професор (1996 р.)
- академік Національної академії правових наук України (2004 р.)
- Заслужений юрист України (2003 р.)

## Відзнаки та нагороди
- орден «За заслуги» III, II, I ступенів (2000, 2002, 2004)
- нагорода УПЦ МП — орден «Святий Князь Володимир» III, IV ступеня (2001, 2004), з присвоєнням титулу «Лицар ордену Святий Князь Володимир»;
- орден Різдва Христового IV ступеня (2002).
- Почесна відзнака Вищого арбітражного суду України (2001)
- почесні відзнаки Міжнародного фонду юристів (2000, 2003)
- Почесна відзнака Вищої ради юстиції, (2005)
- Відзнака «15 років Центру спеціальних операцій „А“ Служби безпеки України» (2009).
- Почесна відзнака Апарату Ради національної безпеки і оборони України I ступеня (2009)
- Почесна відзнака Асоціації ветеранів спецпідрозділів «К» Служби безпеки України
- Відзнака Служби зовнішньої розвідки України «Діамантовий хрест», (2009)
- відзнака СБУ «Хрест доблесті» І ступеня, (2009)
- відзнака Головного управління розвідки Міністерства оборони України «За сприяння воєнній розвідці України» І ступеня, (2009).
- Хрест Пошани «За розбудову та становлення внутрішніх військ МВС України» (2010)
- орден «За розбудову України» імені Михайла Грушевського IV ступеня, (2000), золота Георгіївська медаль «Честь, слава, труд», (2001), Золота медаль «10 років незалежності України», (2001) — «Золота фортуна»
- «Слобожанська слава»; «Харків'янин XX сторіччя» (2002)
- Почесний громадянин Чугуївського району (2001)

- почесна відзнака Державної податкової адміністрації України «За честь і службу», (2003).
- Відзнака «Знак пошани» І ступеня Управління МВС України в Харківській області, (2004).